# Крымтроллейбус
ГУП РК «Крымтроллейбус» (Государственное унитарное предприятие Республики Крым) — крупнейшее транспортное пассажирское предприятие в Крыму, осуществляет пассажирские перевозки электрическим и автобусным транспортом в Симферополе, Алуште, Ялте в пригороде и межгороде. Предприятие содержит три троллейбусных парка СТП, АТП и ЯТП, также имеется производственная площадь Центральные ремонтные троллейбусные мастерские, на которой производятся различные запчасти к троллейбусам, угли для токоприёмников и проводится капитально-восстановительный ремонт подвижного состава.

## История
Предприятие было создано решением Крымского облисполкома № 337 от 9 мая 1959 г. для руководства эксплуатацией троллейбусов на междугородной трассе Симферополь-Алушта-Ялта. Одновременно со строительством междугородной трассы строились троллейбусные линии в г. Симферополе. Изначально предприятие именовалось «Крымское троллейбусное управление».
В 1965 году предприятие освоило трамвайные перевозки, так как трамвайное управление было упразднено как самостоятельное и присоединено к троллейбусному. Предприятие стало именоваться «Крымское трамвайно-троллейбусное управления».
В 1970-м году после закрытия трамвайного движения, предприятие получило новое название «Крымтроллейбус».
В 70-80 годах в курортный сезон интервалы движения троллейбусов на трассе Симферополь — Алушта составляли в среднем 2 минуты. В эти годы, для удобства пассажиров, билеты на троллейбусы в Алушту и Ялту продавались вместе с железнодорожными билетами до Симферополя в железнодорожных кассах крупных городов Советского Союза: Москве, Ленинграде, Киеве, Минске, Харькове, Риге и Вильнюсе, и троллейбусы отправляются не только от железнодорожного вокзала, но и от аэропорта.
Середина 90-х для Крымтроллейбуса выдалась тяжёлой: недостаточное финансирование, половина парка изношена, требовалась замена подвижного состава.
В 2006 году предприятие Крымтроллейбус переходит в собственность Автономной Республики Крым. 2009 год выдался особо тяжёлым, предприятие признали банкротом и оно было на грани закрытия, были закрыты многие маршруты. Выпуск троллейбусов на линию был низкий.
2010 год открыл новую историю предприятия Крымтроллейбус. Начали поступать новые троллейбусы, стали открываться новые маршруты. Для улучшения работы в пользу троллейбусов из центра Симферополя были убраны большинство маршрутных такси.
3 февраля 2017 ГУП РК Крымтроллейбус получил автобусы КАвЗ-4238, и открыл для себя новый вид перевозок.
За весь период жизненного пути предприятия длиной в 55 лет. были и взлёты и падения, но тем не менее «Крымтроллейбус» выжил и по сегодняшний день является лидером по объёмам пассажироперевозок в Крыму.

## Филиалы

### Действующие
|                                                           | Симферопольский троллейбусный парк             | Троллейбусные перевозки        | г. Симферополь, ул. Киевская, 78.       | 4,5,6,7,9,10,15,16,17,20,21,51,52. |  |
|                                                           | Алуштинский троллейбусный парк                 | Троллейбусные перевозки        | г. Алушта, Симферопольское шоссе 4      | 2,31,32,51,52,53. |  |
|                                                           | Ялтинский троллейбусный парк                   | Троллейбусные перевозки        | г. Ялта, Южнобережное шоссе 25          | 1,3,41,42,51,52,53. |  |
|                                                           | Симферопольский автобусный парк                | Автобусные перевозки           | г. Симферополь, ул. Киевская, 78.       | 3,4,5,6,7,8,9,11,12А,12Б,13,13А,14,18,22,30,49,50,55,62,67,70,77,78,81,88,89,91,92,93,95,96,98,99,100. |  |
|                                                           | Филиал «Саки»                                  | Автобусные перевозки           |                                         | 1,1а,2,3,4,5,6,7 |  |
|                                                           | Филиал «Керчь»                                 | Автобусные перевозки           |                                         | 2,3,6,8,11,14,15,20,21,23,26,28,40, \| 6,14,15,16,20,21,23,26,28,40,61,62,63,64,66,67,67А,70А,72 \|\|\|Подробнее на сайте "Крымтроллейбуса" |  |
|                                                           | Филиал «Бахчисарай»                            | Автобусные перевозки           |                                         | 1,3,4,5,5,6,9,11,12,15. |  |
|                                                           | Филиал «Советский»                             | Автобусные перевозки           |                                         | 100,101,102,103,104,105,107,109 |  |
|                                                           | Филиал «Красногвардейское»                     | Автобусные перевозки           |                                         | 1 Дубровское, 2 Зерновое (ч-з Октябрьское), 3 Котельниково, 101 Восход, 103 Заря, 104 Зерновое, 141 Пушкино, 280 Карповка, 283 Красный Партизан от пгт Октябрьское: Котельниково, Пятихатка, Трактовое от села Восход: 100 Краснодарка, 128 Победино, 130 Ровное, Красный Партизан 133 Ульяновка — Знаменка, 137 Новодолинка — Марьяновка, Петровка — Известковое               |  |
|                                                           | Филиал «Джанкой»                               | Автобусные перевозки           |                                         | 3, 4, 6, 7, 8, 9, 11, Мысовое, Советское (ч-з Новая Жизнь), Предмостное, Роскошное, Рысаково, Солёное Озеро, Солонцовое, Стефановка, Томашково, Вольное, Марьино, Низинное, Овощное, Перепёлкино, Луганское (ч-з Тутовое), Рюмшино (ч-з Яснополянское), Источное, Новофёдоровка (ч-з Многоводное), Азовское, Маслово, Славянка (ч-з Находка), Крымка, Новосельцево, Новостепное |  |
|                                                           | Филиал «Судак»                                 | Автобусные перевозки           |                                         | 1,2,3,5,6,7,8,9,10,16 |  |
|                                                           | Филиал «Кировское»                             | Автобусные перевозки           | 1, 2, 3, 4, 5, 6, 7, 8, 9 , 10, 11, 12. | |  |
|                                                           | Филиал «Красноперекопск»                       | Автобусные перевозки           |                                         | 298-17 Ишунь, 312 Красноармейское, 320 Ильинка, 322 Филатовка, 325 Курганное, 359-17 Новоалександровка, 387 Почётное, 391 Пролетарка, 396 Рисовое, 411 Сватово, 449 Шатры, 467 Новорыбацкое, Армянск |  |
|                                                           | Филиал «Ленино»                                | Автобусные перевозки           |                                         | 1,1а,2,4,5,6,7,8,9,12,19,19а |  |
|                                                           | Филиал «Красноперекопск»                       | Автобусные перевозки           |                                         | 298-17 Ишунь, 312 Красноармейское, 320 Ильинка, 322 Филатовка, 325 Курганное, 359-17 Новоалександровка, 387 Почётное, 391 Пролетарка, 396 Рисовое, 411 Сватово, 449 Шатры, 467 Новорыбацкое, Армянск |  |
|                                                           | Центральные Троллейбусные Ремонтные Мастерские | Ремонт подвижного состава      | г. Симферополь, ул. Глинки 69           | |  |
|                                                           | Служба Энерго Хозяйство                        | Служба ремонта контактной сети | Перевальное, ул. Дачная                 | |  |
| 6,14,15,16,20,21,23,26,28,40,61,62,63,64,66,67,67А,70А,72 |                                                |                                |                                         | |  |

### Закрытые
|  | Симферопольский троллейбусный парк № 2         | Троллейбусные перевозки   | г. Симферополь, ул. Глинки 69    | 1,1А,3,3А,7,7А,10,11,13,13А,14,15,51,52. | Троллейбусный парк используется как автоколонна филиала Крымтроллейбус и ЦТРМ. Имеются планы восстановлению для использования по прямому назначению. |
|  | Центральные Троллейбусные Ремонтные Мастерские | Ремонт подвижного состава | г. Симферополь, ул. Набережная 5 |                                          | Старая территория. |
|  | Трамвайный парк                                | Трамвайные перевозки      | г. Симферополь, ул. Набережная 5 | 1,2,3,4.                                 | Закрыт в 1970-м году. |

## Деятельность

### Городские перевозки
Большую часть в пассажирских перевозках занимают городские перевозки, городские маршруты обслуживаются на 99 % низкопольным подвижным составом. Троллейбусы представлен трёх типов: средней вместимости (Ялта), большой вместимости и сверх-большой вместимости.

### Пригородные перевозки
Пригородные перевозки осуществляются троллейбусами и автобусами, в Симферопольском районе,Бахчисарайском районе,Белогорском районе,Сакском районе,Алуштинский городской совет и Ялтинский городской совет.

### Междугородные маршруты
Междугородные перевозки осуществляются троллейбусами и автобусами в города Симферополь,Саки,Бахчисарай,Белогорск,Алушта и Ялта.